# آلیسا میزوکی
آلیسا میزوکی (انگلیسی: Alisa Mizuki؛ زادهٔ ۵ دسامبر ۱۹۷۶) بازیگر، خواننده و مدل اهل کشور ژاپن است. او در شهر توکیو از پدری ژاپنی و مادری ژاپنی-آمریکایی زاده شد. وی از سال ۱۹۸۳ میلادی تاکنون مشغول فعالیت بوده‌است.